# Пенкин, Кевин
Кевин Пенкин (англ. Kevin Penkin, род. 22 мая 1992) — австралийский композитор. Он стал известен после работы над саундтреком к аниме «Созданный в Бездне» — победителю Crunchyroll Anime Awards.

## Биография
Кевин Пенкин вырос в Перте, Австралия. Интерес Пенкина к игровой музыке возник из-за прослушивания темы «Phendrana Drifts» из Metroid Prime; в интервью 2012 года он назвал электронные синтезаторы и акустические инструменты «абсолютным блаженством».
Пенкин начал свою карьеру с написания саундтреков к короткометражным фильмам 2011 года Play Lunch, The Adventures of Chipman и Biscuit Boy. В том же году Пенкин написал саундтрек к видеоигре Jūzaengi: Engetsu Sangokuden (яп. 十三支演義~偃月三国伝~ Дзю:дзаэнги: энгэцу сангокудэн); этот саундтрек представлял собой первое сотрудничество Пенкина с Нобуо Уэмацу. Пенкин продолжал сотрудничать с Уэмацу в работе над Norn9 и Defender’s Quest II: Mists of Ruin.
В 2015 году Пенкин окончил Королевский музыкальный колледж со степенью магистра по композиции музыки для фильмов.
В 2016 году Пенкин сотрудничал с Kinema Citrus, сочинив саундтрек к аниме Norn9 и OVA Under the Dog. Отношения Пенкина с Kinema Citrus продолжались вплоть до 2017 года для создания саундтрека к сериалу «Созданный в Бездне» — победителя Crunchyroll Anime Awards в 2018 году за лучший саундтрек. В 2018 году Пенкин написал партитуру для видеоигры «Флоренция». Пенкин сочинил музыку для Kinema Citrus к аниме «Восхождение Героя Щита» и VR игры Nostos от NetEase в 2019 году.
Сейчас живёт в Соединенном Королевстве.